# RKO 픽처스
RKO 라디오 픽처스(RKO Radio Pictures)는 미국의 영화 제작 및 배급사였다. 흔히 라디오 픽처스 또는 RKO 라디오 픽처스로 불렸으며 줄여서 RKO라고도 불렸다. 이 영화사는 1929년에 창립되어 1940년대에는 할리우드 8대 스튜디오의 5대 메이저 스튜디오에 속하였다.
이 영화사는 《시민 케인》을 배급한 회사로도 유명하며 또한 괴수영화 《킹콩》을 배급한 회사로도 유명하다. 또한 디즈니가 1930년대부터 1950년대까지 자신의 부에나 비스타를 설립하기 전까지의 디즈니의 애니메이션을 배급하였으며 또한 아스테어와 로저스 콤비도 여기에서 활약하였다.
이후로도 캐프라의 《멋진 인생》, 히치콕의 《오명》, 골드윈의 《우리 생애 최고의 해》도 이 영화사에서 배급되었다.
그러나 이 영화사는 경제적으로 안정적이지 못했고 말기의 경영자였던 하워드 휴스가 방탕한 경영을 하여 결국 이 영화사는 1959년, 제너럴 타이어에 인수되어 RKO 제너럴이 되었고 그 이후 텔레비전 산업에만 몰두하였다. 1989년, RKO 픽처스로 다시 창립하였다가 2009년에는 라디오 키스 오펀 엔터테인먼트로 개칭하였으나 소수의 영화 제작만 하는 회사로 남아있다.

## 역사

### 창립

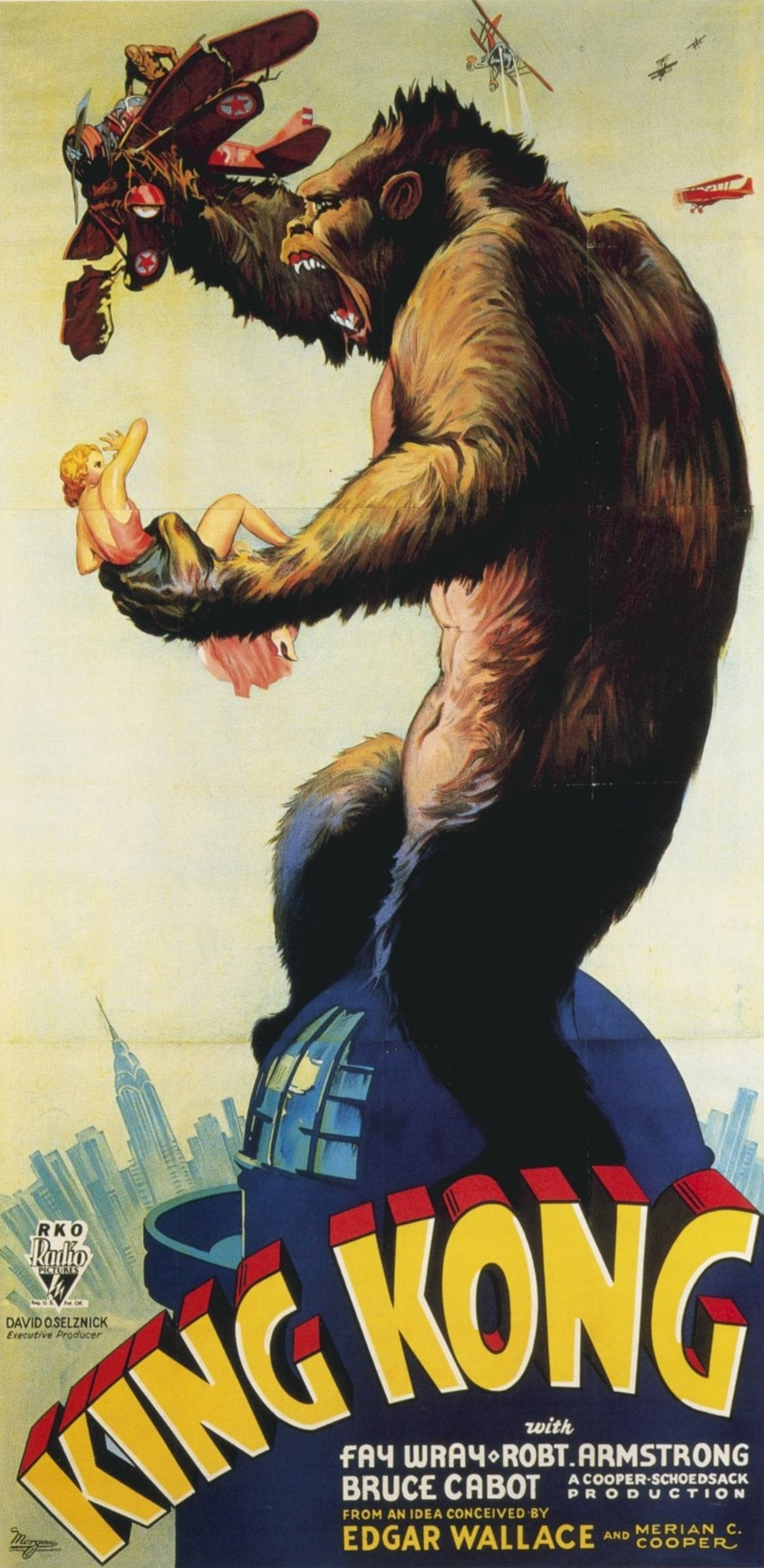
《킹콩》

1927년, 워너브라더스에서 《재즈 싱어》가 개봉되자 할리우드 계에서는 발성 영화의 변화를 겪고 있었다. 이러자 조지프 케네디와 데이비드 새노프는 라디오 픽처스를 창립하게 된다. 그들은 발성 영화 제작을 주요 사업으로 하여 시작하였다.
창립 되었을 때 주요 영화로는 《리오 리타》가 있다. 이 영화는 RKO가 이후의 영화를 만드는데 필요한 바탕을 대주었다. 또 1931년 제작된 《시마론》은 아카데미상 작품상을 받았다.
이후 1933년에는 괴수 영화 《킹콩》을 제작하게 된다. 이 영화는 지금도 최고의 괴수 영화로 평가받고 있다.
그러나 영화사는 여전히 재정적으로 위기를 겪고 있었다. 비록 셀즈닉이 제작한 영화가 흥행을 하고 있었지만 금전적인 위기는 RKO의 위기를 부르고 있었다.

### 1930년대 중반
이때 RKO는 셀즈닉 이외에도 버먼 등의 제작자들을 거느리고 있었다. RKO는 헵번을 영입하게 된다. 헵번은 RKO에서 배급한 《모닝 글로리》에서 아카데미 여우주연상을 타게 된다.
1934년부터 RKO는 재능있는 춤꾼 아스테어와 조연을 주로 하던 로저스를 영입하게 된다. 이 둘은 이후 아스테어-로저스 콤비로 인기를 얻게 된다.

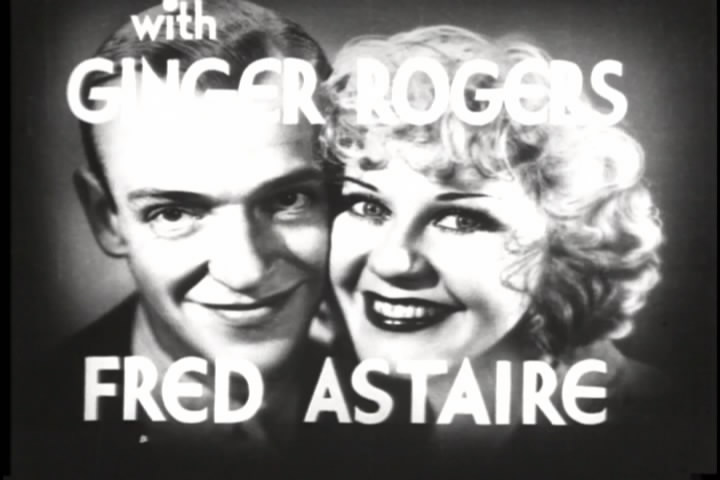
아스테어와 로저스

이 두 콤비는 1934년, 《플라잉 다운 투 더 리오》, 1935년엔 《로베타》, 《톱 햇》, 1936년에는 《스윙 타임》, 1937년엔 《쉘 위 댄스》에 출연하였다.
한편 RKO는 이후부터 컬럼비아 픽처스와 같이 스크루볼 코미디를 기획하게 된다. 이때 RKO에서는 감독들을 영입하는데 매케리, 혹스, 포드 등이 있다. 이 중 혹스는 스크루볼 코미디의 최고 작품이라 평가받는 《아기 양육》을 내놓았으나 흥행에 실패하여 RKO에서 바로 해고된다. 포드는 《밀고자》를 감독하였는데 이 영화로 포드는 아카데미상을 수상했다. 또한 RKO는 스탠윅과 그랜트 같은 스타들과 계약을 맺었다.

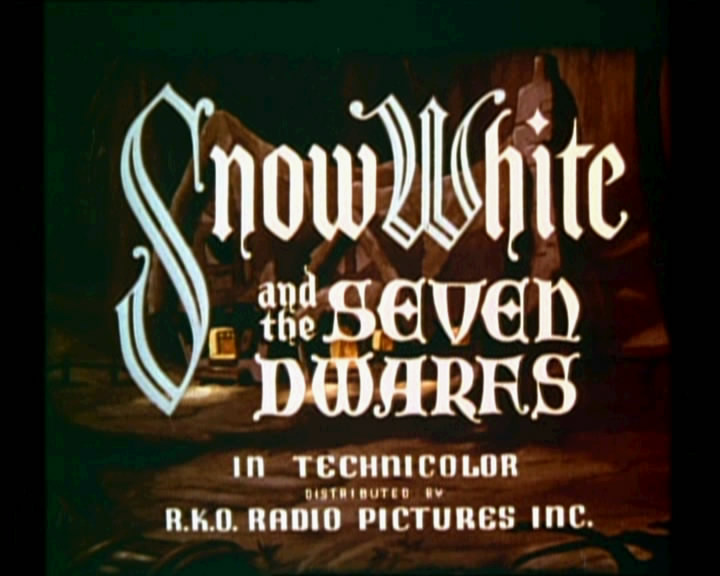
《백설 공주와 일곱 난쟁이》. 밑에 RKO가 배급하였다는 문구가 나와있다.

한편 유나이티드 아티스츠와 계약이 종료된 월트 디즈니는 텔레비전 저작권을 놓고 유나이티드 아티스츠와 해결이 되지 않아 RKO에 오게 된다. 이후 월트 디즈니 프로덕션이 브에나 비스타를 설립하기 전까지 RKO는《공군력에 의한 승리》를 제외하고 모든 영화를 배급하였다. (이 영화는 유나이티드 아티스츠에서 배급하였다.) 대표적인 영화로는 《백설 공주와 일곱 난쟁이》, 《환타지아》가 있다.

## 같이 보기
- RKO 픽처스의 영화 목록